# Ладинка
Ла́динка — село в Україні, у Іванівській сільській громаді Чернігівського району Чернігівської області. До 2016 орган місцевого самоврядування — Ладинська сільська рада.
Населення на 2015 рік становить 433 особи, на 2022 рік становить 396 осіб.

## Назва
Козаки, котрі оселилися у цій місцевості у другій половині XVI ст., робили великі човни для Запорізької Січі — «ладьї». Звідси пішла назва села Ладинка. Під час Генерального опису Лівобережної України 1765—1769 років воно записане як Ладинці — село Слабинської сотні Чернігівського полку. Розповідають також, що переселенці XV—XVI ст. були з села Ладинь на Волині, що й визначило назву поселення.

## Археологічні розвідки
Поблизу села виявлено поселення епохи неоліту, бронзи, ранньозалізної доби та ранньослов'янського часу (5-3 тис. до н. е. — 1 ст. н. е.).

## Історія
Володів селом та землями у 1740 р. Мойсей Ісааков Сацький. З 1782 р. Ладинка — у складі Янівської волості Чернігівського повіту Чернігівського намісництва.
У другій половині XIX ст. маєтності Ладинки купив Єгор Варзар — російський офіцер у відставці, дворянин молдавського походження, їх успадкував його син Василь Єгорович Варзар — відомий земський діяч.
Настоятелем Михайлівської церкви у Ладинці понад п'ятдесят років, з 1860 р, був о. Іоанн Сахновський — з роду обозних полкових, суддів полкових Чернігівського полку Гната, Павла, Івана та Якима Сахновських (перша половина XVIII ст.).
За даними на 1859 рік у козацькому й власницькому селі мешкало 709 осіб (364 чоловічої статі та 343 — жіночої), налічувалось 91 дворове господарство, існувала православна церква.
Станом на 1886 у колишньому державному й власницькому селі мешкало 630 осіб налічувалось 117 дворових господарств, існували православна церква, постоялий будинок, 3 водяних й 5 вітряних млинів.
За переписом 1897 року кількість мешканців зросла до 998 осіб (519 чоловічої статі та 479 — жіночої), з яких 979 — православної віри.
На початку 20-го століття землями навколо села та млинами володів поміщик Кирило Васильович Сацький.
У 1917—1920 влада у селі змінювалась кілька разів.
Основні споруди цього часу: центральна садиба колгоспу ім. В. В. Куйбишева (спеціалізація — м'ясо-молочне тваринництво, відділення зв'язку, АТС, 8-річна школа, фельдшерсько-акушерський пункт, міжколгоспний обл. санаторій «Десна», дитсадок, Будинок культури на 250 місць, бібліотека (3 тис. одиниць зберігання).
У 1951 р. на братській могилі рад. воїнів, що загинули при визволенні села 1943 р. від гітлерівців, встановлено надгробок; 1967 р. — обеліск на честь воїнів-односельців, полеглих (109 чол.) на фронтах Другої Світової війни.
12 червня 2020 року, відповідно до розпорядження Кабінету Міністрів України № 730-р «Про визначення адміністративних центрів та затвердження територій територіальних громад Чернігівської області», увійшло до складу Іванівської сільської громади.
17 липня 2020 року, в результаті адміністративно - територіальної реформи та ліквідації колишнього Чернігівського району, село увійшло до складу новоутвореного Чернігівського району Чернігівської області.

## Бази відпочинку
Біля села діють 3 заклади відпочинку:
- Десна;
- Лада;
- Урочище.

Всі вони знаходяться на березі Десни. Санаторій «Десна», як і решта закладів, останніми роками (2012-13) працює тільки влітку. Відпочиває, переважно, дітвора із Чернігова та області. Одночасно може розміститися до 500 відпочиваючих. Є одноповерхові будинки на 2-3 місця і 5-ти поверховий корпус. Раніше санаторій використовувався також з лікувальною метою. Є свердловина з глибиною подачі води 700 м, вода ідентична Єсентуки -16 та Стара Руса.. Санаторій збудовано ще за часів Радянського Союзу, у 1975 році. В середині 2000-х була проведена значна робота із оновлення, є спортзал із новими тренажерами, більярд, сауна.

## Відомі особи
У Ладинці народився Ткаченко Віктор Вікторович (1953) — український підприємець та громадський діяч, колишній директор ЗАТ «Київський палац спорту», голова Ради Чернігівського земляцтва в Києві.
У селі побував український бандурист Сіроштан Петро.
1 вересня 2014 мешканці із ганьбою вигнали із села регіонала Михайла Чечетова, який прибув у сільську школу на лінійку

## Галерея

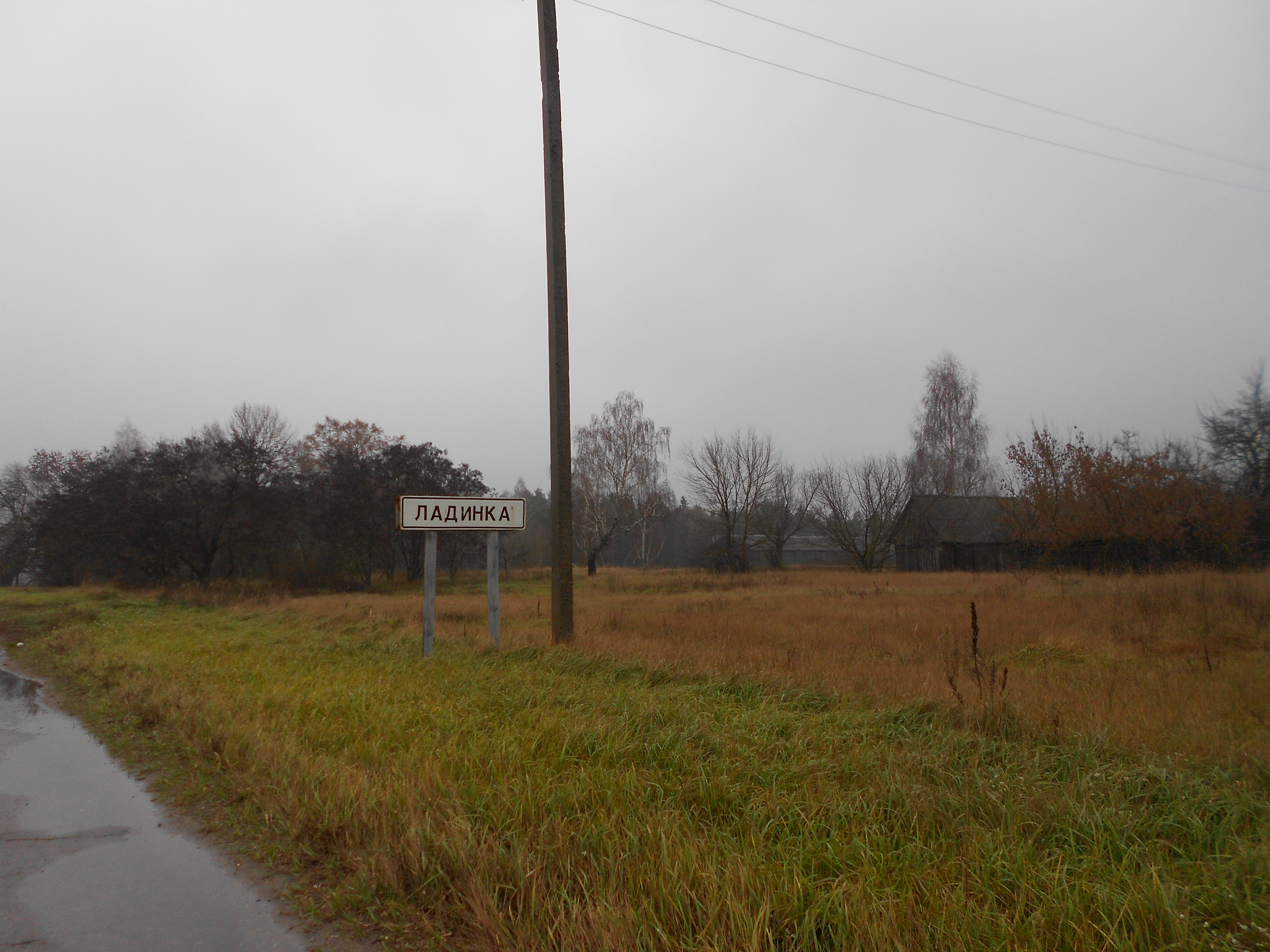
знак села
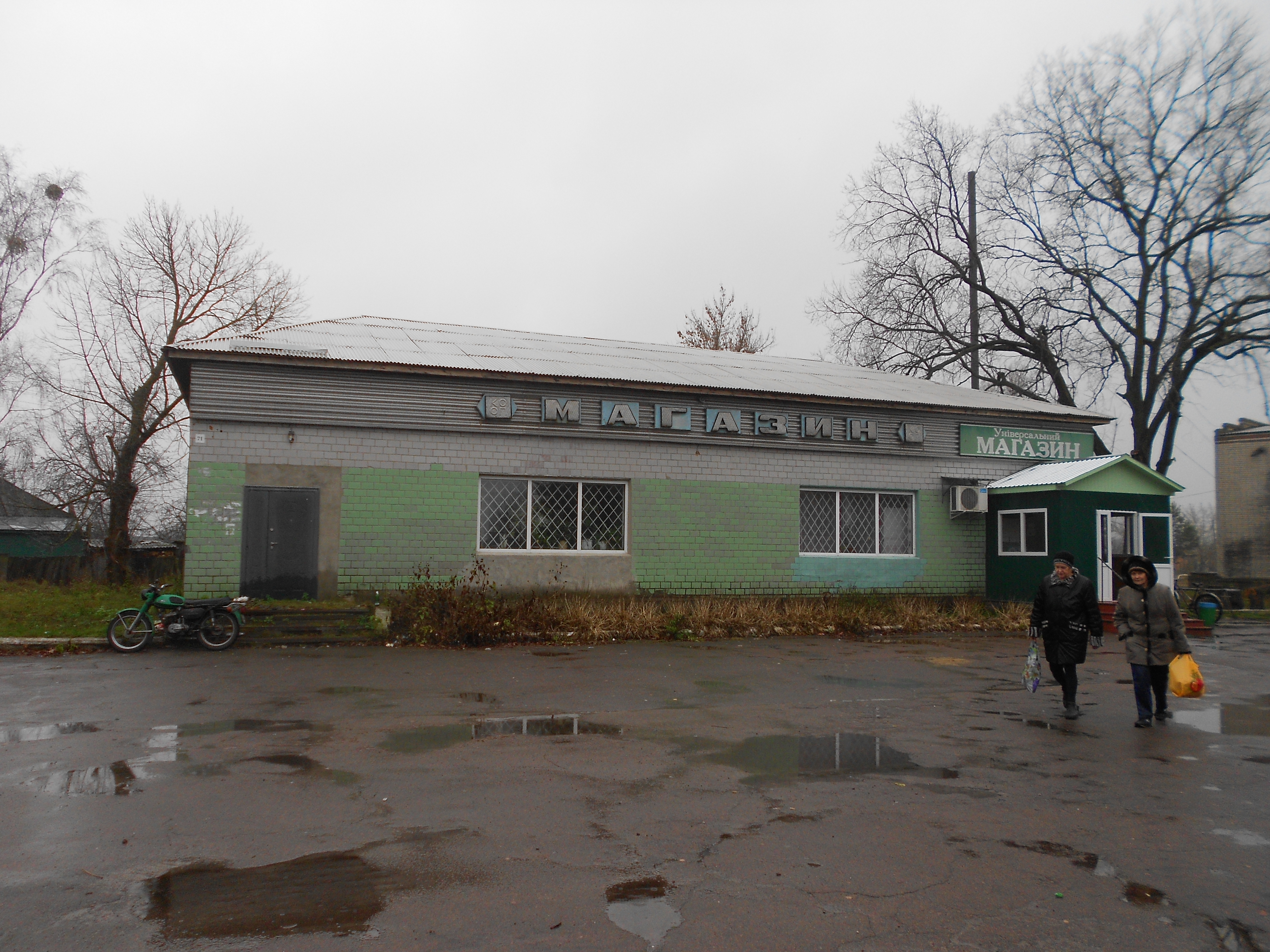
магазин
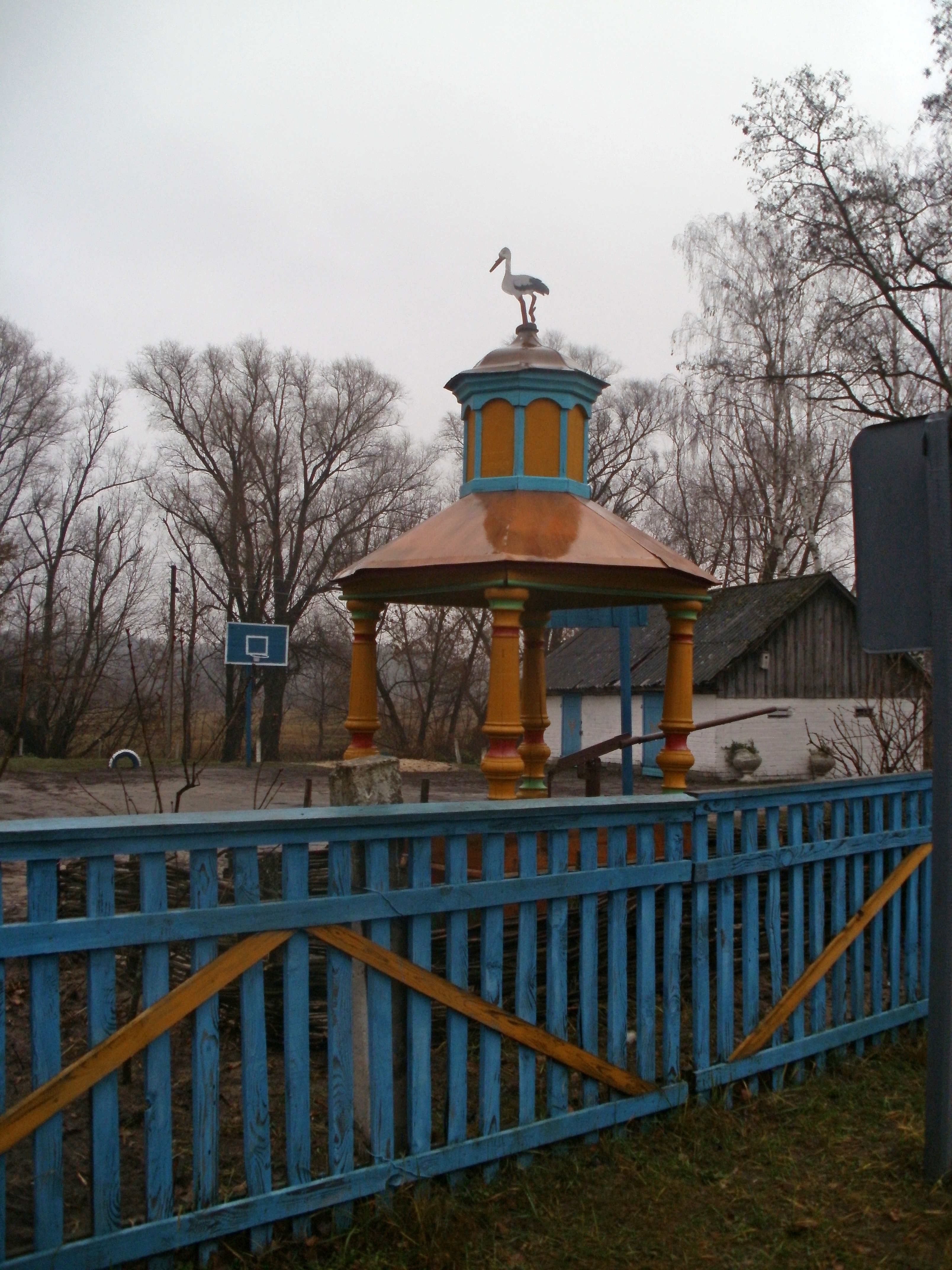
дитячий майданчик біля школи
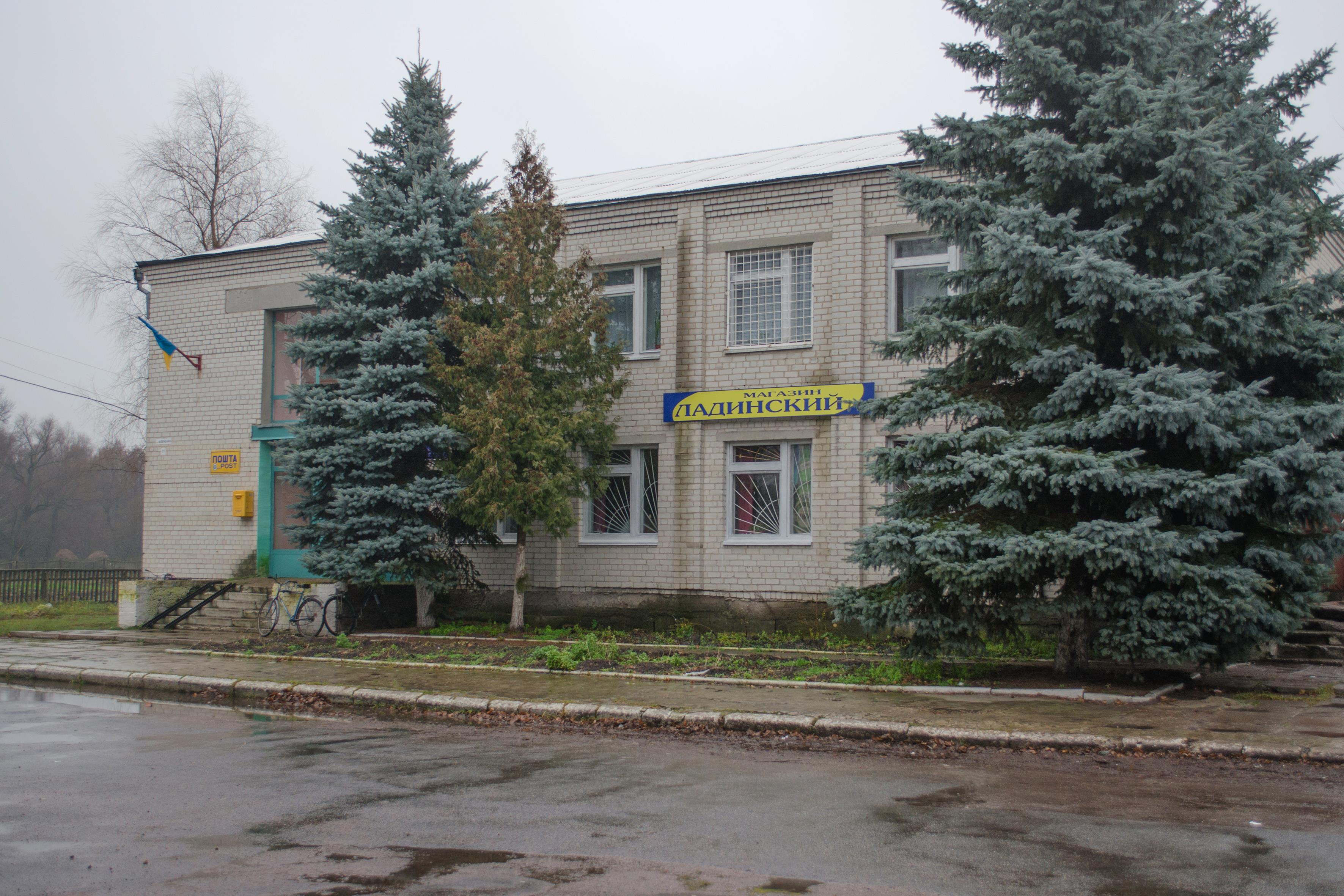
Пошта
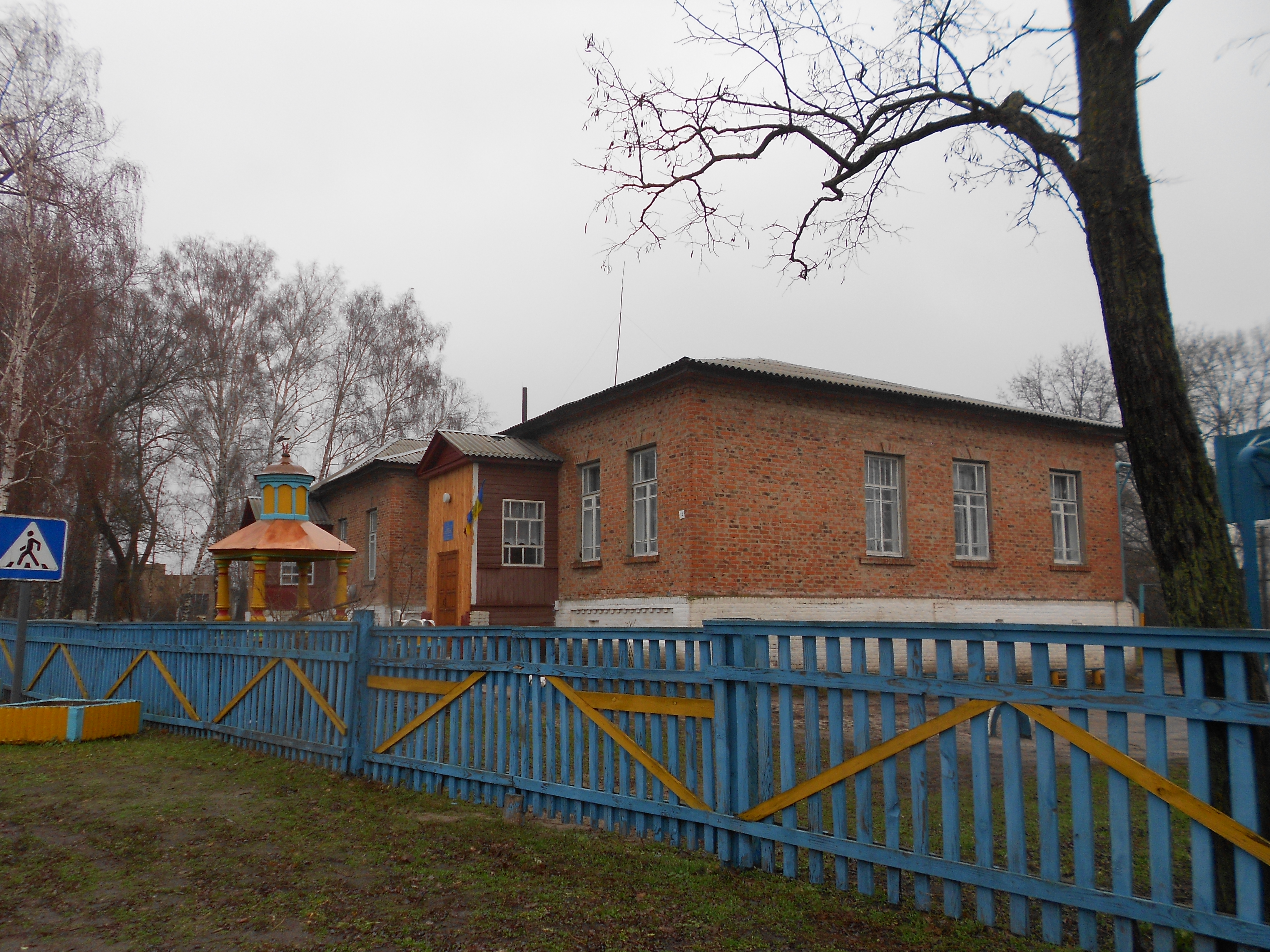
школа
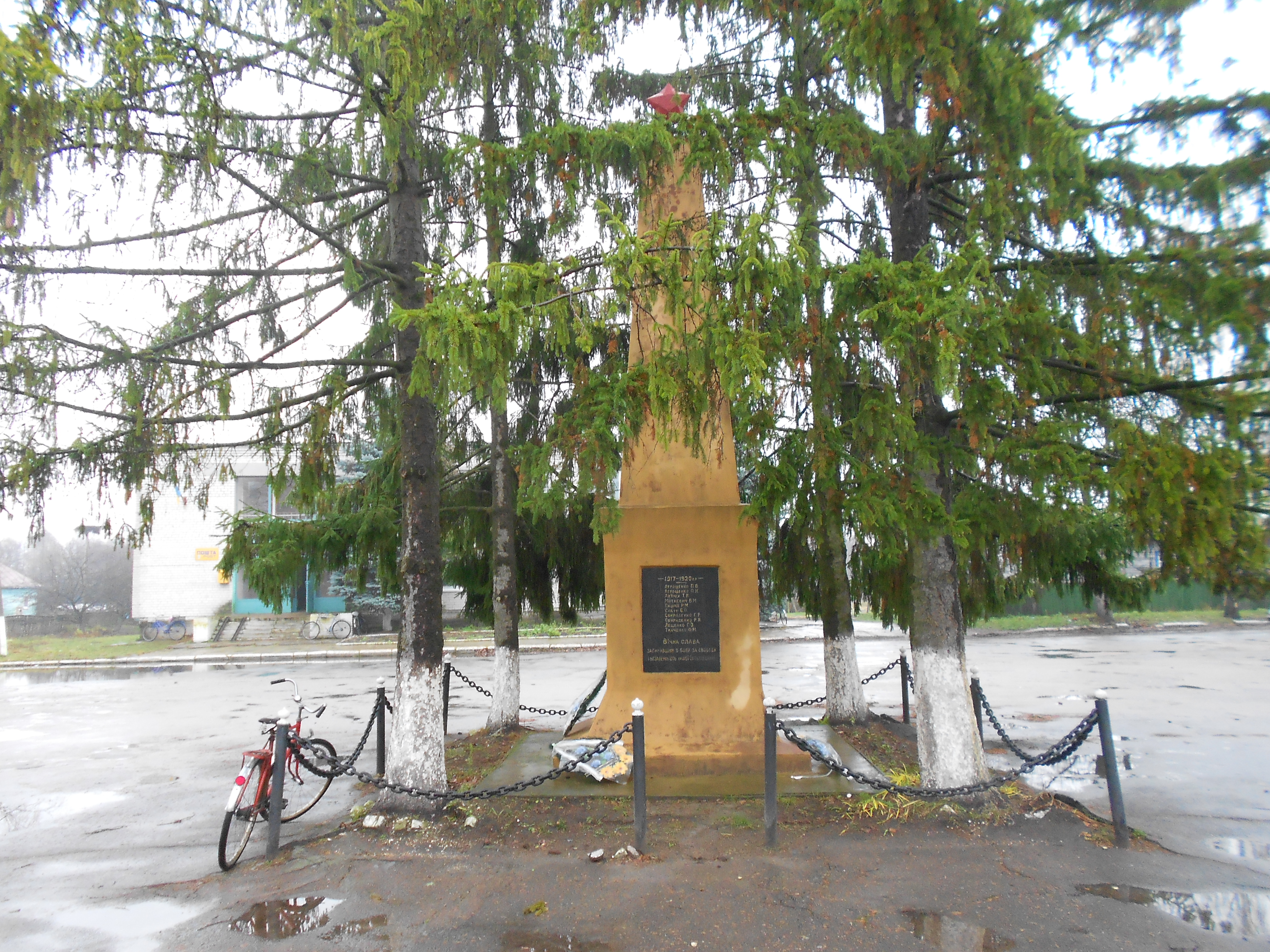
пам'ятник
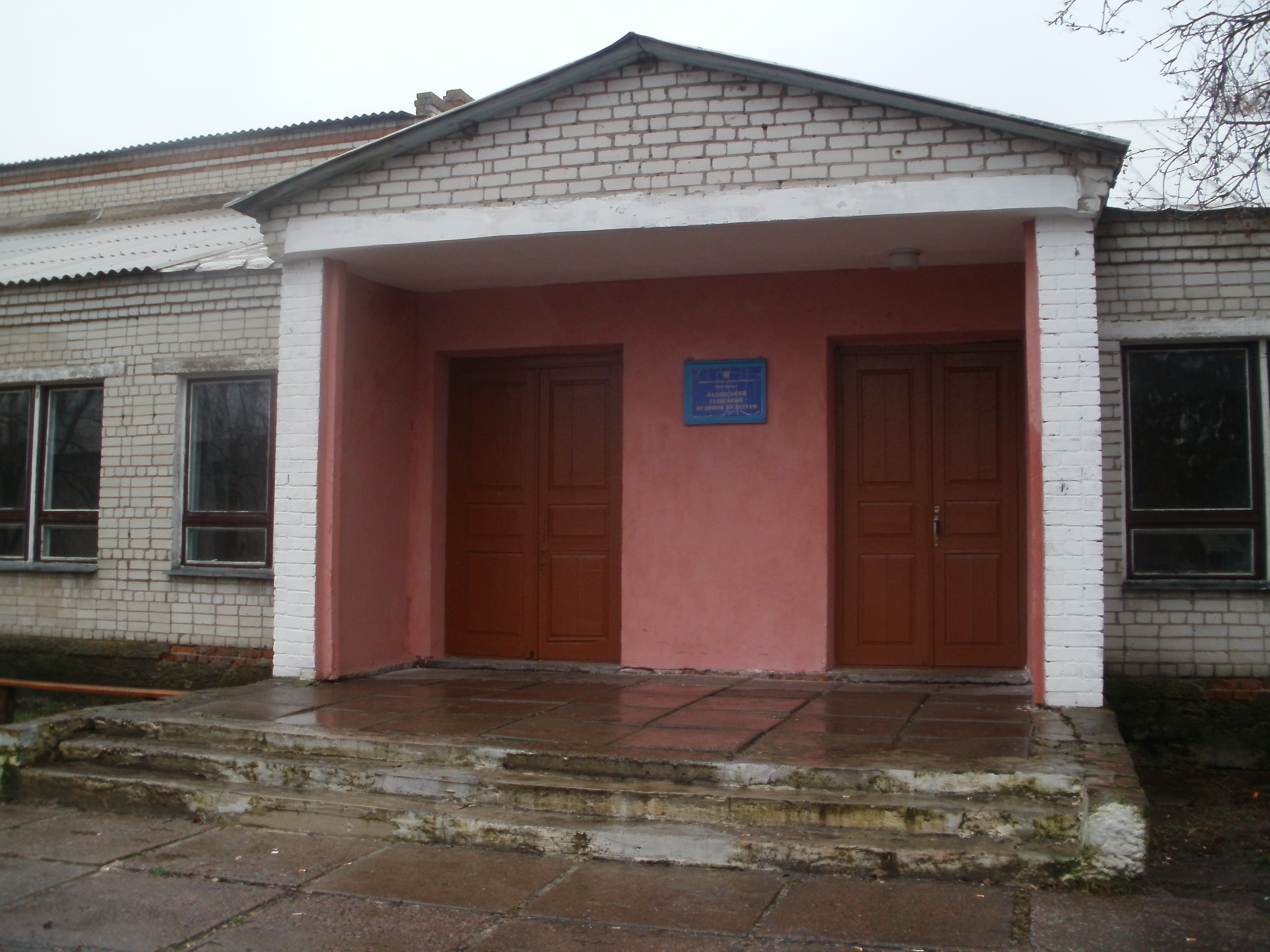
будинок культури
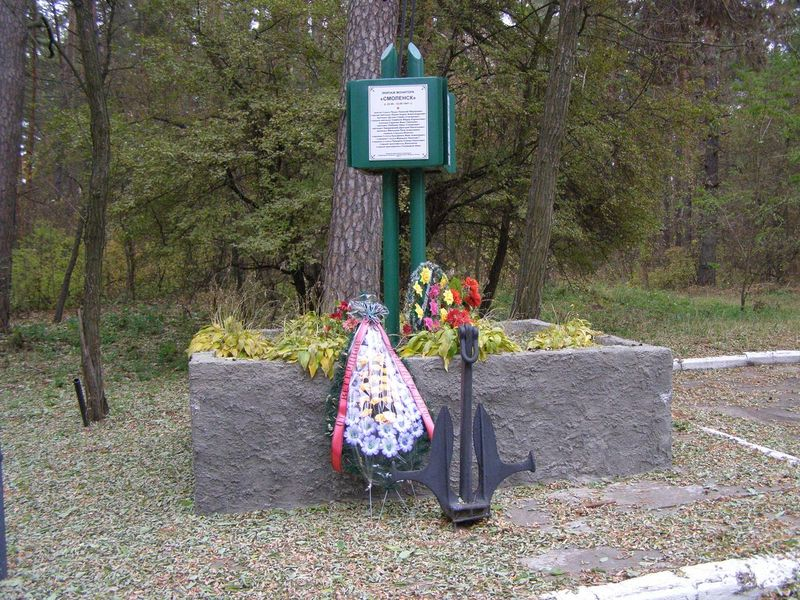
Пам'ятник знак монітору Пінської флотилії "Смоленськ". Загальний вигляд.